# Ernst Glässel

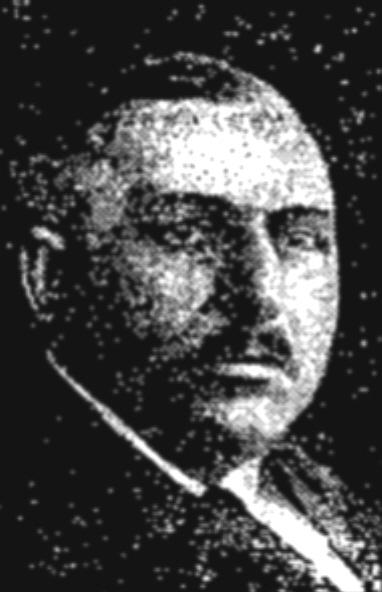
Ernst Glässel

Gustav Ernst Glässel (* 21. Juni 1878 in Altona; † 7. September 1950 in Bremen) war ein Bremer Reedereidirektor und Unternehmer.

## Biografie
Der aus Hamburg stammende Schiffsmakler Glässel war ab 1905 Direktor der Reederei Roland-Linie. Zwischen 1925 und 1928 übernahm der Norddeutsche Lloyd eine Reihe von Reedereien, u. a. die Roland-Linie, die HABAL und die Argo Reederei.
Glässel rückte 1926 als Stellvertreter in den Lloyd-Vorstand ein, der seit 1920 von Lloydvorstand Carl Stimming geführt wurde. Der expansive und zunehmend bestimmende Glässel war aber bald die eigentliche treibende Kraft beim Lloyd. Mit Hilfe amerikanischer Kredite wurde der heftige Ausbau der Flotte des Lloyds finanziert. 1929 und 1930 wurden die beiden großen Passagierdampfer, die Turbinenschiffe Bremen und Europa mit 51.656 BRT bzw. 49.746 BRT, in Dienst gestellt. 
Von 1931 bis 1932 war Glässel neben Stimming Vorstand des Lloyd. Die von den Vereinigten Staaten ausgehende Weltwirtschaftskrise von 1929 sollte auch die deutschen Reedereien treffen. 1930 schlossen der Lloyd und die HAPAG deshalb einen Unionsvertrag für eine Zusammenarbeit. 1932 geriet der NDL zunehmend in eine wirtschaftliche Krise: Entlassungen (um 5000 Mitarbeiter), Gehaltskürzungen und Bilanzverluste kennzeichneten diese Zeit.
Die Illiquidität des Lloyd führte zur Entlassung von Glässel, und am 19. Februar 1934 setzte der Reichsverkehrsminister für die Verhandlungen zur Entflechtung der angeschlagenen Reedereien – den Lloyd und die HAPAG –  den Vorsitzenden des Verbandes Deutscher Reeder Essberger als „Treuhänder der Reichsregierung für die Neuorganisation der Seeschiffahrt“  ein. Rudolph Firle wurde ab 1933 Generaldirektor des NDL.
In diesem Zusammenhang verfasste Glässel zahlreiche Denkschriften zur Neuordnung der deutschen Seeschifffahrt, deren rasche Regelung von allen Schifffahrtskreisen in Bremen gefordert wurde, und bot dem neuen Senat unter Richard Markert nach der Machtübernahme der Nationalsozialisten in Bremen am 1. April 1933 seine Mitarbeit an.
1934 gründete Glässel eine eigene In- und Exportfirma in Bremen. Von 1945 bis 1949 war er Vizepräses der Handelskammer Bremen.
Ernst Glässel gehörte als Kaufmännisches Mitglied der Stiftung Haus Seefahrt seit 1918 an.
In Bremen-Mitte wurde eine Straße nach Glässel benannt.